# 慈光寺 (渋谷区)
慈光寺（じこうじ）は、東京都渋谷区にある真宗大谷派系の単立寺院。

## 概要
1615年（元和元年）、智鏡法師によって開山された。智鏡法師は三河国碧海郡青野村（現・愛知県岡崎市）の慈光寺48世住職で、徳川家康と共に江戸に来て、江戸赤坂の地に同名の寺院を創建した。1695年（元禄8年）に現在地に移転した。
墓地には、幕府の役人で儒学者でもあった蒲坂青荘（松皐）の墓がある。

## 交通アクセス
- 外苑前駅より徒歩10分。